# Calasetta
Calasetta é uma comuna italiana da região da Sardenha, província da Sardenha do Sul, com  cerca de 2.661 habitantes. Estende-se por uma área de 30 km², tendo uma densidade populacional de 89 hab/km². Faz fronteira com Sant'Antioco.

## Demografia
| Variação demográfica do município entre 1861 e 2011                               |
|                                                                                   |
| Fonte: Istituto Nazionale di Statistica (ISTAT) - Elaboração gráfica da Wikipedia |